# کیم گوانگ-سوک (بازیکن فوتبال)
کیم گوانگ-سوک (انگلیسی: Kim Gwang-sok؛ زادهٔ ۲۰ مهٔ ۱۹۵۰) بازیکن فوتبال اهل کره شمالی بود.
وی همچنین در تیم ملی فوتبال کره شمالی بازی کرده‌است.